# 卡利马科斯
卡利马科斯（希臘語：Καλλίμαχος，约前305年—前240年）出生在古希腊的殖民地利比亚。他是古希腊著名诗人，学者以及目录学家，同时他也在亚历山大图书馆工作过。尽管他并未能担任馆长的职务，但是他为亚历山大图书馆编写了一本详尽的书册总录Pinakes。同时，卡利马科斯也被认为是古代最早的评论家之一。

## 家庭及其早期生活
卡利马科斯出生在古希腊的殖民地利比亚的一个受人尊敬的家庭中。他的父母是Mesatme（或Mesatma）和Battus。相传卡利马科斯的家族是希腊国王巴图斯一世后裔。
卡利马科斯的名字继承自他的祖父——“老”卡利马科斯，一位备受尊敬的昔兰尼公民，这位老人曾在昔兰尼城里担任过秘书长的职务。
卡利马科斯娶了一个希腊人的女儿作为自己的妻子。由于史册上没有明确记载，他们是否有生育后代不得而知。
卡利马科斯有一个妹妹名叫Stasenorus（或者Stasenor），她嫁给了一个名叫Stasenorus（或Stasenor）的昔兰尼男子，并且生了个儿子，名字也叫做卡利马科斯（一般会被称为“小卡利马科斯”，以便于跟他的舅舅区分开来）。小卡利马科斯也成为了一位诗人，著有诗集《The Island》。
在随后的几年，卡利马科斯在雅典接受了教育，后来他返回北非，居住在亚历山大。
在亚历山大居住期间，他先是在亚历山大城郊担任教师，后来应托勒密二世邀请进入亚历山大图书馆工作，并成为托勒密家族的宫廷诗人。

## 作品

### 写作风格
卡利马科斯声称“憎恨所有常见的事情”，而他的作品则因为精辟的短诗和犀利的警句而著名。在当时的古希腊时代，大多数诗人都倾向于模仿荷马史诗的那种冗长、华丽的语言风格。但与此相反，卡利马科斯却鼓励诗人们“将马车驶向未知的土地”，而不是继续沿续着荷马已经磨损不堪的马车痕迹。他的诗句虽然简短，却在构思上抵制传统的俗套，并且擅于精心雕琢细节——这正是他推崇的写作方式与风格。
他曾经在诗句中写道：“大书，大恶”（μεγά βιβλίον μεγά κακόν, "megabiblion, mega kakon"） 这句话阐明了他反对长篇复古的英雄史诗并意图改变这种风格的想法。

### 作品简介
卡利马科斯一生的文学创作超过800部。他自由而多变的写作风格不仅仅只运用在诗歌上，还包括了散文、短篇以及评论。其作品包括歌集《Aitia》（中文翻译成《起源》）、《Hecale》（中文翻译为《赫卡勒》）《抑扬歌诗集》、《铭辞集》等。
诗集《起源》一共分为四卷，由若干诗歌组成，是一部介绍古希腊各种节日，,习俗和名称的来源，该作品各个篇章之间的内容没有明显的联系。其中的第三卷则详细的描写了阿孔提奥斯和库狄帕的爱情故事。
叙事诗《Hecale》的主人公是一位贫穷善良良的老妇人，作者借着描写忒修斯在她家避雨的故事，说明了雅典同名村社的名称的由来。
《铭辞集》收一共收纳了铭辞63首，该书简略的介绍了一些作者本人的生平状况。
卡利马科斯一生中最著名的一部作品就是Pinakes（中文翻译是「书的表册」，又被命名为《各科著名学者及其著作目录》或《文化界名人及其作品概览》）。该书长达120卷，在这部书里，卡利马科斯将所有文学作品分类，并且按照年代或按照字母顺序排列。对于书中收录的每一部作品，卡利马科斯不仅详细的介绍了作者的生平简介，作品开端的一段话，作品的总行数等，还附加了他个人对于该作品的评价。现今该书只残留一些碎片流传于世，但是Pinakes被历史学家认为是古代最早的目录之一，同时也是世界早期文献分类的雏形之一。

## 本人及其作品的影响
因为卡利马科斯曾严厉抨击以荷马史诗为代表的英雄史诗，他和他学生羅德島的阿波羅尼奧斯曾经遭受了一段漫长而痛苦的人生阶段，这段充塞了谩骂，侮辱甚至人身攻击的岁月长达30年之久。根据在俄克喜林庫斯挖掘出的莎草纸上的记载，尽管卡利马科斯作为亚历山大图书馆的首席馆员，但从未被托勒密二世授予过正式的职位。他的学生羅德島的阿波羅尼奧斯以及一些学者推测这可能由于他长期被古希腊学者排斥的原因。
他所创立和代表的流派在以后的古希腊文学中一直占有重要地位，并对后来的许多罗马诗人——包括卡图卢斯、普罗佩提乌斯、奥维德等都产生了很大的影响。